# Park Narodowy Szimron
Park Narodowy Szimron (hebr. גן לאומי שימרון) – stanowisko archeologiczne znajdujące się na terenie dzisiejszego parku narodowego w Izraelu, obejmujące ruiny starożytnego miasta Szimron i rezerwat przyrody Tel Szimron.

## Położenie
Park narodowy zajmuje powierzchnię 1904,9 hektarów gruntów położonych wokół wzgórza Tel Szimron (185 metrów n.p.m.). Jest ono położone na zachodnim skraju masywu górskiego Hare Nacerat, który zamyka od północy intensywnie użytkowaną rolniczo Dolinę Jezreel w Dolnej Galilei, na północy Izraela. Na północ od wzgórza przepływa strumień Szimron. W otoczeniu znajduje się miejscowość Zarzir, moszaw Nahalal, wioska komunalna Timrat, oraz arabska wioska Manszija Zabda.

## Historia
Wzgórze Szimron jest typu tell i znajduje się na nim stanowisko archeologiczne starożytnego miasta Szimron, którego najstarsze udokumentowane szczątki pochodzą ze środkowego okresu epoki brązu (ok. 2000 lat p.n.e.). Prawdopodobnie zostało ono całkowicie zniszczone podczas wojny żydowsko-rzymskiej (66–73).
Na początku XX wieku tutejsze ziemie zaczęły wykupywać żydowskie organizacje syjonistyczne. W 1921 roku powstał tutaj moszaw Nahalal, który później przeniesiono niżej do doliny. Obszar wzgórza Szimron był wykorzystywany jako obóz szkoleniowy dla żydowskich osadników. W latach 1947–1954 u podnóża wzgórza istniał moszaw Timmorim, który następnie przeniósł się do centralnej części kraju. W 1965 roku utworzono rezerwat przyrody Tel Szimron. Następnie w 1981 roku w jego sąsiedztwie założono wioskę komunalną Timrat, a w dniu 1 czerwca 2011 roku utworzono Park Narodowy Szimron.

## Park narodowy
Park narodowy obejmuje powierzchnię wzgórza Tel Szimron oraz okoliczne wzgórza, które są porośnięte dębowymi i sosnowymi lasami. Pomiędzy drzewami rosną krzewy kruszyny i biedrzeńce. Wiosną kwitną różne odmiany zawilców. Na południe od wzgórza znajduje się zagajnik akacji Faidherbia albida. Jest to typowe drzewo rosnące na sawannie w Afryce Wschodniej. Tutejszy zagajnik jest najdalej na północ wysuniętym stanowiskiem tych drzew. Obszar ten jest objęty ochroną przez rezerwat przyrody Tel Szimron.

### Turystyka
Czas zwiedzania parku wynosi około 4 godzin. Teren parku jest niedostępny dla osób niepełnosprawnych. Zalecane jest dojście od parkingu przy cmentarzu Nahalal. Przy parkingu znajduje się sklep z pamiątkami i gastronomia. Na szczycie wzgórza Tel Szimron ustawiono wieżę widokową, z której rozciąga się panorama na całą dolinę. Tuż obok jest położony historyczny cmentarz moszawu Nahalal, na którym są pochowani ludzie, którzy kształtowali żydowską historię Doliny Jezreel. Między innymi jest tutaj pochowany generał Mosze Dajan. Natomiast zalesiony obszar wzgórz położonych na północ i wschód od wioski został przystosowany do spacerów i jazdy rowerami.

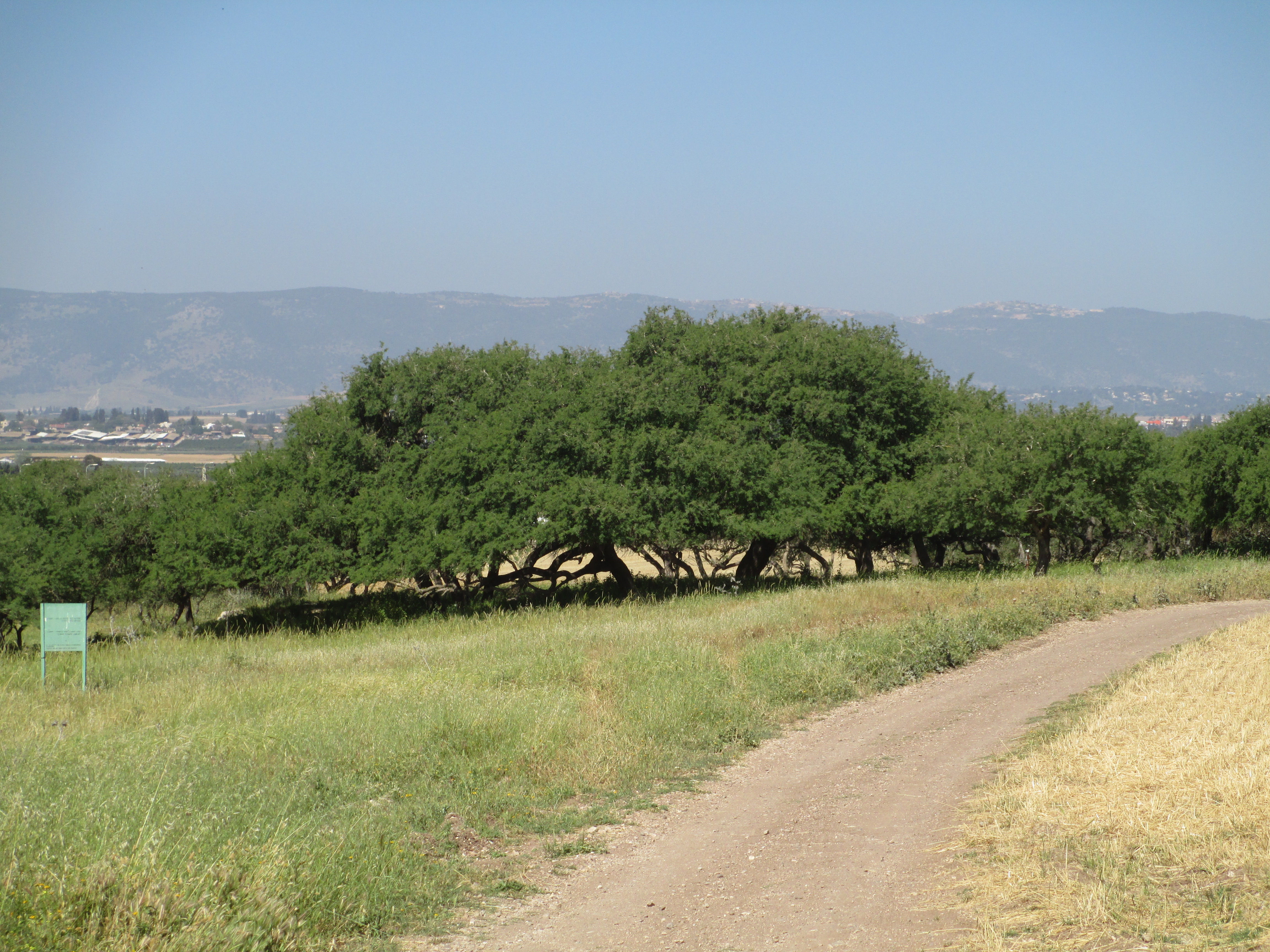
Rezerwat przyrody Tel Szimron